# 제국대장공주
제국대장공주(齊國大長公主, 1259년 7월 22일(음력 6월 28일)~1297년 6월 11일(음력 5월 21일))는 고려 충렬왕의 제1비다. 이름은 쿠틀룩 켈미쉬(忽都魯揭里迷失, 홀도로게리미실, 또는 홀독겁미사)이다. 고려 첫 원나라 출신 왕비로, 칭기즈 칸의 증손녀이며 원 세조 쿠빌라이 칸의 딸이다. 장목왕후(莊穆王后)라고도 한다. 원성공주(元成公主), 안평공주 (安平公主)로도 부른다.

## 생애

### 가계
고려가 원나라 신하국을 자처하면서 처음으로 혼인관계를 맺은 왕비로, 1259년 음력 6월 28일 원 세조(쿠빌라이)와 아속진가돈(阿速眞可敦)의 딸로 태어났다. 성은 보르지긴(孛儿支斤, 패아지근) 또는 기악온(奇渥溫), 이름은 쿠틀룩 켈미쉬(忽都魯揭里迷失, 홀도로게리미실, 또는 홀독겁미사)이다. 제국대장공주 이후로 고려 왕은 원나라 황족 또는 귀족 가문과 혼인하는 예가 많았으나, 황제 직계로 고려에 시집을 온 예는 그녀가 유일하다(계국대장공주 경우 추존황제의 직계이므로 실제로 황제 자리에 앉았던 황제 직계로서 시집온 건 제국대장공주가 유일하다.)..
제국대장공주 아버지 쿠빌라이는 몽골 제국의 제5대 대칸이자 원나라 초대 황제로, 칭기즈칸의 4남 툴루이 넷째 아들이다. 몽고 제국 이름을 대원제국(大元帝國)으로 고치고 도읍을 베이징으로 옮겼으며, 고려와 일본, 동남아시아 등을 정복하기도 한 황제다. 그러나 제국대장공주는 쿠빌라이 대카툰, 제2, 제3, 제4오르도 소생이 아닌 기타 후궁 소생이었다.

### 왕비 책봉
16세 때인 1274년(원종 15년) 음력 5월 11일 원나라에 입조해있던 39세의 세자 심(諶, 충렬왕)과 혼인하였으며, 그 해 음력 6월 원종이 죽고 충렬왕이 즉위하면서 왕비에 책봉되었다. 원래 충렬왕은 1260년(원종 원년) 이미 신종의 증손녀인 왕씨(정화궁주)와 결혼하고 왕씨는 이미 태자비로 책봉된 상태였으나, 왕씨보다 14년이나 늦게 혼인한 제국대장공주가 상국인 원나라의 공주라는 이유로 제1비의 위치를 차지하고 왕씨는 후궁으로 물러나야 했다. 공주는 이 해 음력 10월 고려에 들어왔는데, 충렬왕은 원나라식으로 변발을 하지 않은 신료들을 꾸짖기까지 하였다. 1275년(충렬왕 원년) 음력 1월 6일 원성공주(元成公主)에 봉해지고, 공주가 거처하는 곳을 경성궁 원성전(敬成宮 元成殿)이라 하였으며 공주를 위해 부(府)를 설치하여 그 이름을 응선(膺善)이라 하고 관속을 두었다.
고려가 원나라의 부마국이 되면서 그 영향으로 1275년(충렬왕 1년) 고려의 관제는 모두 한 단계 격하된 형태로 개편되었다. 이때 중서문하성과 상서성이 합쳐져 첨의부가 되었고, 중추원은 밀직사로, 어사대는 감찰사로, 이부와 예부가 합쳐져 전리사가 되었다.

### 왕비 시절
제국대장공주는 고려로 시집오면서 원나라에서 자신의 시종을 그대로 데리고 왔는데, 이들은 고려에 들어온 후에도 계속해서 몽고 풍습을 유지하면서 고려에 몽고 풍습이 만연하게 되었다. 그밖에 연회를 즐겼는데, 공주는 자신의 어머니가 죽었을 때에도 연회를 즐기는 경우가 있었다. 또 공주와 친분이 있으면 큰 죄를 지어도 금방 풀려나곤 하였다. 조인규는 국가 재물을 횡령하고 죄없는 사람을 무고했음에도 단지 공주와 친분이 있어 귀양에서 금방 풀려나고, 훗날 감찰대부 자리까지 올랐다.
그러나 공주는 잦은 사냥을 나가는 충렬왕에게 사냥을 중지하고 국사에 힘쓸 것을 간하는 등 면모를 보이기도 하였으며, 성격도 매우 엄하고 밝아 자기 측근 가운데 잘못 한 자가 있으면 조금도 용서하지 않았다.
1275년(충렬왕 원년) 음력 9월 30일 사판궁(沙坂宮)에서 아들을 낳으니, 그가 곧 훗날 충선왕이다. 이 해 음력 12월, 공주가 아들을 낳은 것을 축하하는 연회를 열었다. 이 연회에서 충렬왕은 명령을 내려 공주와 정화궁주 자리가 같은 위치에 놓이게 했는데, 공주는 이를 자신과 정화궁주를 동격으로 취급하는 것으로 생각하고 크게 분노하여 결국 정화궁주의 자리를 옮기게 만들었다. 잠시 후 정화궁주가 무릎을 꿇고 공주에게 술잔을 올리자 충렬왕이 돌아보면서 눈짓을 하였는데, 공주는 이를 두고 "어째서 나를 흘겨보십니까? 정화궁주가 나에게 꿇어 앉아 그러는 것입니까?"라며 쏘아붙이기도 하였다. 결국 연회는 곧바로 끝나고 말았다.
1276년(충렬왕 2년) 음력 5월에는 충렬왕과 공주가 흥왕사에 행차하였다. 그런데 공주가 흥왕사에 있는 금탑을 궁내로 뺏어오고, 그 금탑의 장식은 공주를 따라 고려로 들어왔던 시종 홀라대(忽刺歹), 삼가(三哥)이 훔쳐가는 일이 있었다. 공주는 원래 이것을 해체하여 사적으로 쓰고자 했는데, 충렬왕이 이를 못하게 하자 공주는 울기만 하였다. 얼마 후 충렬왕과 공주가 다시 흥왕사에 흥차하였는데, 흥왕사의 중들이 금탑을 돌려달라고 애걸하였지만 공주는 이를 거부하였다.
같은 해 음력 12월에는 어떤 이가 당시 고려에 다루가치로 와 있던 석말천구(石抹天衢)의 관사에 한 익명서를 투입하는 일이 있었다. 익명서를 투입한 자는 익명서를 투입한 후 곧 "옷이 있거든 입고 밥이 있거든 먹어 다른 이의 소득이 되게 하지 말라."고 외쳤다. 익명서가 투입된 다음날 석말천구가 이러한 사실을 충렬왕과 공주에게 고하였는데, 그 익명서에는 "정화궁주가 왕의 총애를 잃자 여자 무당을 시켜 공주를 저주하게 하고 있다. 또 제안공을 비롯한 43명이 불궤한 짓을 도모하여 다시 강화도로 들어가려고 한다." 라고 적혀 있었다. 이에 분개한 공주는 정화궁주를 나장(螺匠)에 가두고 그녀의 부고를 봉쇄하였다. 그러나 바로 다음날 유경(柳璥)의 간절한 호소를 듣고 공주가 감동하고 깨닫는 것이 있어서 정화궁주 등을 모두 석방시켰다.
1277년(충렬왕 3년) 음력 7월에는 충렬왕과 공주가 천효사(天孝寺)에 갔는데, 공주가 시종들이 적다며 도로 돌아오는 바람에 충렬왕도 돌아와야 했다. 이때 공주는 충렬왕을 지팡이로 구타하였고, 공주의 화가 조금 풀려 다시 천효사에 갔는데 이때는 충렬왕이 자신을 기다리지 않고 먼저 들어갔다며 또 충렬왕에게 욕을 하고 때리기도 하였다.
같은 해 음력 7월 29일에는 원종의 제2비인 경창궁주와 그 아들 순안공 왕종이 저주를 행한다는 무고가 올라왔다. 당시 저주의 내용은 경창궁주가 자신의 아들 순안공이 공주에게 장가들어 왕위에 오르려 하게 한다는 것이었다. 이 보고를 받은 충렬왕은 대신들을 시켜 경창궁주를 국문하고 순안공에 대해서는 친국까지 하였으나, 대신들이 경창궁주 모자를 용서하기를 청하여 충렬왕은 이들의 재산을 적몰하는 선에서 일을 마무리지으려고 하였다. 하지만 이 역시도 대신들이 재산의 적몰 또한 상국인 원나라의 지시를 받아야 한다고 주장하여 그 방침대로 하기로 하였으나, 공주가 이러한 절차를 생략하고 재산을 적몰해야 한다고 강력히 주장하는 바람에 결국 이들의 재산은 공주에게 몰수되었다. 이후 원나라의 지시에 의해 1277년(충렬왕 3년) 음력 9월 16일 경창궁주가 폐위되어 서인의 신분으로 전락하였고, 순안공은 구음도(仇音島)라는 섬으로 유배를 가야 했다.
한편 1281년(충렬왕 7년) 음력 3월 20일 원 세조가 충렬왕을 부마국왕(駙馬國王)으로 정식 책봉하였다.
1282년(충렬왕 8년) 음력 8월에는 원 세조가 충렬왕에게 옛 송나라의 의관 연덕신(鍊德新)을 하사하였는데, 연덕신이 정력이 강해지는 약인 조양환(助陽丸)을 만들어 바친 적이 있었다. 하지만 당시 고려의 천문가인 오윤부(伍允孚)가 '이 약은 왕의 몸에 좋지 못하니, 삼한의 자손을 번성하지 못하게 할 사람은 바로 이 자다.'라고 하였고, 정말 충렬왕이 그 약을 먹은 후 결혼 초 해마다 태기를 보이던 공주는 다시는 임신을 하지 못하였다. 한편 오윤부는 충렬왕이 태묘에 새로운 신위를 모시면서 이에 제사를 지낼 때, 공주가 함께 제사에 참여하겠다는 것을 "태묘는 조상의 신령이 있는 곳"이라고 주장하여 참여하지 못하게 하였다. 또 공주가 새 궁궐의 신축 공사를 벌이자 하늘에 특이한 현상이 나타났음을 들어, 공주에게 궁궐 공사를 중단하고 덕을 닦을 것을 권유하였다. 그러나 공주는 이 말을 듣지 않고 다시 궁궐 신축을 벌이는데, 이때 공주는 오윤부에게 택일을 명하였으나 이를 거부하여 삭탈관직을 당하였다..
1294년(충렬왕 20년) 음력 6월 29일 공주는 조카인 원 성종에 의해 안평공주(安平公主)에 봉해졌다. 이때부터 충렬왕은 원나라의 쿠릴타이에도 서열 7위 자격으로 참여할 권한이 주어졌다.

### 사망
1297년(충렬왕 23년) 공주는 수강궁 향각에 있으면서 시종에게 활짝 핀 작약을 하나 꺾어오라고 시켰다. 그리고는 이 작약을 한참동안이나 바라보고 흐느끼더니, 얼마 후인 음력 5월 9일 병이 들었다. 3일 후인 음력 5월 12일 충렬왕과 공주는 현성사(賢聖寺)에 행차하였는데, 공주는 음력 5월 21일 현성사에서 39세를 일기로 사망했다. 능은 고릉(高陵)이며, 같은 해 9월에 장목인명왕후(莊穆仁明王后)의 시호를, 이어 정민장선인명태후(貞敏莊宣仁明太后)의 시호를 받았으며, 1298년(충선왕 즉위년) 음력 8월 14일에는 충선왕에 의해 정식으로 인명태후(仁明太后)로 추존되었다. 한편 1310년(충선왕 2년) 공주의 종손자인 원 무종이 황고 제국대장공주(皇姑 齊國大長公主)에 추봉하였고, 이 해 음력 9월 충렬왕과 함께 태묘에 부묘되었다.
공주가 사망하고 약 두 달이 지난 1297년(충렬왕 23년) 음력 7월 27일, 충선왕은 어머니가 병을 얻게 된 것이 임금의 총애를 투기하는 자들의 소치라 하여 충렬왕의 후궁 무비를 살해하고, 그와 관련된 여러 사람을 귀양 보내거나 죽이고 가둔 후 예쁜 과부 하나(훗날의 숙창원비)를 충렬왕에게 바쳤다. 이에 충격을 받은 충렬왕은 충선왕에게 양위하고 태상왕으로 물러나게 된다.

### 후손
충렬왕 사이 2남 1녀를 낳았다. 그러나 장남 충선왕을 제외한 나머지 1남 1녀에 관해 낳았다는 기록만 있을 뿐, 그 생애에 관한 기록은 남아있지 않다.
충렬왕 사후 충선왕부터 창왕까지 모두 공주 후손으로 왕통이 이어진다. 그리고 며느리인 계국대장공주는 제국대장공주의 조카인 원 현종(진왕)의 딸로 공주의 종손녀가 되는 등, 제국대장공주 이후로 등장하는 원나라 출신의 왕비들도 모두 그녀와 혈족 관계에 있다.
한편 정화궁주의 소생인 강양공 왕자는 원래 충렬왕의 장남이나, 원나라 공주의 소생이 아니라는 이유로 왕위에 오르지도 못한 채 충청도 아주(牙州)에 있는 동심사(東深寺)에 출가해야 했다. 그러나 강양공의 차남인 왕고는 충선왕의 총애를 받아 나중에 심양왕의 자리에 오를 뿐 아니라, 이를 기반으로 하여 충선왕의 아들인 충숙왕의 왕위를 넘보거나 원나라에 충숙왕을 무고하여 곤란하게 하기도 하였다.

### 영향
제국대장공주가 고려로 시집 온 것을 기점으로 하여, 고려의 왕들은 모두 원나라의 황족 출신의 여인을 왕비로 맞이하게 된다. 또 고려의 왕위는 원나라의 공주와 결혼한 자에게만 돌아갔다. 실제로 충혜왕이 원나라로 끌려간 후 그 왕위는 장성한 동생 공민왕이 아닌 어린 아들들(충목왕, 충정왕)에게 돌아갔다. 공민왕의 경우 어머니마저 고려인(명덕태후)이었기 때문에 왕위에 오를 가능성이 희박해지자, 일부러 원나라의 황족 노국대장공주와 결혼을 하게 된다. 이후 1351년(공민왕 즉위년) 공민왕은 왕으로 등극하는데 성공한다.

### 평가
일부 학자는 제국대장공주가 기존의 고려 출신 왕비와는 완전히 다른 대접을 받았으며, 상국의 공주라는 신분을 앞세워 국왕보다 강력한 권한을 행사하였다고 평가하였다. 더불어 지나치게 불교를 믿는 바람에 불사에 국고를 낭비하였다는 평가가 있다.
한편 부산일보는 2005년 10월 6일의 기사에서, 제국대장공주 소생의 충선왕을 시작으로 원나라 출신 왕비들 소생의 고려의 왕들이 대부분 성격이 좋지 않고 일부는 요절까지 하였기 때문에, 이들이 어떠한 유전적 결함을 가지고 있지 않았을까라는 추측을 하였다.

## 기타
- 제국대장공주가 고려에 들어올 때 공주를 따라서 들어온 시종들 중 일부가 고려에 정착하면서 이름을 고려식으로 바꾸고, 일부 성씨의 시조가 되었다. 이들은 충렬왕에게 고려식 이름을 하사받고, 모두 중랑장이 되어 내시부에 소속되었다.[48]
  - 인후: 1275년(충렬왕 1년) 공주의 겁령구[49]로 고려로 들어온 몽골인 중 후라타이(홀라대, 忽刺歹)라는 이가 있었는데, 후라타이는 대장군이었던 인공수의 집에서 지내면서 자신의 이름을 인후로 바꾸었다. 인후는 연안 인씨의 시조가 되었다.[50]
  - 장순룡: 공주를 따라서 겁령구로 고려로 들어왔던 이슬람계 사람인 상기(三哥)는 원나라로 귀국하지 않고 고려에서 계속 살았는데, 훗날 이름을 장순룡(張舜龍)으로 고쳤다. 장순룡은 덕수 장씨의 시조가 되었다.[51]
  - 곡산 연씨 : 공주를 따라 고려로 들어온 연수창(延壽菖)이 시조로, 연수창은 곡산[주 9]에 정착하여 살면서 곡산 연씨의 시조가 되었다[52].
  - 차신(車信)은 본래 고려 사람인데, 몽골의 침공 시기에 끌려간 어머니가 제국대장공주의 유모가 되어 차신은 공주의 총애하는 신하였다. 제국대장공주의 겁령구 신분으로 공주와 함께 고려로 귀국하여 1290년 상장군, 1308년(충선왕 즉위년)에 첨의찬성사 판의조사가 되었다[53]
  - 노영(盧英)은 원래 이름은 시투르[式篤兒]로, 하서국(河西國)(티베트계의 당항(黨項)) 사람으로, 역시 공주를 따라 고려로 들어왔다. 이후 이름을 노영으로 바꾸었다.[54]
- 인천광역시 강화군에 있는 사찰인 전등사에는 벌거벗은 여인을 조각한 나부상이 있다. 이에 대해 정화궁주를 질투한 제국대장공주를 벌주기 위해 옷을 벗은 형태로 조각했다는 설이 전한다[55]. 전등사는 정화궁주의 원찰이었다[56].
- 충선왕은 충렬왕과 제국대장공주를 위해 금서대장경(金書大藏經)을 제작하였다[57].

## 가족 관계
- 할아버지 : 원나라 추존 황제 예종 툴루이(睿宗 拖雷, 1192~1232)[주 10]
- 할머니 : 현의장성황후 겁렬씨 소르칵타니(顯懿莊聖皇后 怯烈氏 唆鲁禾帖尼, 1192~1252)
  - 아버지 : 원나라 제5대 황제 세조 쿠빌라이(世祖 忽必烈, 1215~1294, 재위:1259~1294)
  - 어머니 : 차브이 카툰(昭睿順聖皇后察必, 1216-1281 )
    - 남편 : 고려 제25대 왕 충렬왕(忠烈王, 1236~1308, 재위:1274~1298, 1298~1308)
      - 아들 : 고려 제26대 왕 충선왕(忠宣王, 1275~1325, 재위:1298, 1308~1313)
      - 며느리, 종손녀 : 충선왕의 제1비 계국대장공주(薊國大長公主, ?~1315)[주 11]
      - 딸 : 공주 (1277[13]~?)
      - 아들 : 왕자 (1278[40]~?)

### 원나라 출신 고려 왕비들과의 관계
- 충선왕 제1비 계국대장공주 : 제국대장공주의 조카인 원 현종의 딸로, 제국대장공주의 종손녀이다[58].
- 충숙왕 제1비 복국장공주 : 제국대장공주의 남매이자 원 세조의 6남 후게치의 손녀로, 영왕 에센티무르(也先帖木兒)의 딸이다. 제국대장공주의 종손녀이다[58].
- 충숙왕 제2비 조국장공주 : 제국대장공주의 조카인 원 순종의 장남 에무게(阿木可)의 딸로, 제국대장공주의 종증손녀이다[59].
- 충혜왕 제1비 정순숙의공주 : 제국대장공주의 남매이자 원 세조의 7남 오그룩치(奥都赤)의 증손녀로, 진서무정왕 초팔(焦八)의 딸이다. 제국대장공주의 종증손녀이다[58].
- 공민왕 제1비 노국대장공주 : 제국대장공주의 조카인 원 순종의 장남 아목가의 손녀이며, 조국장공주의 조카이다[58].
- 충선왕 제2비 의비와 충숙왕 제3비 숙공휘령공주에 대해서는 그 가계에 대한 자세한 기록이 없어, 제국대장공주와 그녀들과의 관계는 알 수 없다[60].

## 제국대장공주가 등장한 작품
- 《왕은 사랑한다》(MBC, 2017년, 배우:장영남, 김보라)

## 같이 보기
- 우왕
- 원 태정제